# Вест-Інтерлейк
Вест-Інтерлейк (англ. West Interlake) — муніципалітет в Канаді, у провінції Манітоба.

## Населення
За даними перепису 2016 року, муніципалітет нараховував 2162 жителів, показавши скорочення на 2%, порівняно з 2011-м роком. Середня густина населення становила 1,3 осіб/км².
З офіційних мов обидвома одночасно володіли 35 жителів, тільки англійською — 2 115, а 5 — жодною з них. Усього 155 осіб вважали рідною мовою не одну з офіційних, з них 15 — одну з корінних мов, а 15 — українську.
Працездатне населення становило 60,2% усього населення, рівень безробіття — 8% (11,5% серед чоловіків та 4% серед жінок). 73,6% були найманими працівниками, 25,9% — самозайнятими.
Середній дохід на особу становив $36 473 (медіана $27 680), при цьому для чоловіків — $42 237, а для жінок $30 321 (медіани — $33 323 та $24 064 відповідно).
29,5% мешканців мали закінчену шкільну освіту, не мали закінченої шкільної освіти — 31,8%, 38,6% мали післяшкільну освіту, з яких 19,1% мали диплом бакалавра, або вищий.
| Статево-вікова структура населення | Статево-вікова структура населення | Статево-вікова структура населення | Статево-вікова структура населення | Статево-вікова структура населення |
| ---------------------------------- | ---------------------------------- | ---------------------------------- | ---------------------------------- | ---------------------------------- |
|                                    |                                    |                                    |                                    |                                    |
| Всього                             | Всього                             | 49,0%51,0%                         |                                    |                                    |
| 0 — 14 років                       | 0 — 14 років                       |                                    | 18%                                | 18%                                |
| 15 — 64 років                      | 15 — 64 років                      |                                    | 56,1%                              | 56,1%                              |
| 65 і більше                        | 65 і більше                        |                                    | 25,9%                              | 25,9%                              |
| 85 і більше                        | 85 і більше                        |                                    | 3,7%                               | 3,7%                               |
| Середній вік (років)               | Середній вік (років)               | 44,245,3                           | 44,8                               | 44,8                               |
| Медіана (років)                    | Медіана (років)                    | 47,848,6                           | 48,2                               | 48,2                               |
| — чоловіки — жінки                 |                                    |                                    |                                    |                                    |

| Походження мешканців:     | Походження мешканців:     | Походження мешканців: | Походження мешканців: | Походження мешканців: |
| ------------------------- | ------------------------- | --------------------- | --------------------- | --------------------- |
| Походження                |                           |                       | осіб                  | %                     |
| Корінні американці        | Корінні американці        |                       | 575                   | 26.87%                |
| Інше північноамериканське | Інше північноамериканське |                       | 430                   | 20.09%                |
| Європейське               | Європейське               |                       | 1 790                 | 83.64%                |
| британське                | британське                |                       | 1 065                 | 49.77%                |
| французьке                | французьке                |                       | 295                   | 13.79%                |
| українське                | українське                |                       | 245                   | 11.45%                |
| Африканське               | Африканське               |                       | 15                    | 0.7%                  |
| Азійське                  | Азійське                  |                       | 25                    | 1.17%                 |

| Зайнятість населення за галузями (за класифікацією NOC): | Зайнятість населення за галузями (за класифікацією NOC): | Зайнятість населення за галузями (за класифікацією NOC): | Зайнятість населення за галузями (за класифікацією NOC): | Зайнятість населення за галузями (за класифікацією NOC): |
| -------------------------------------------------------- | -------------------------------------------------------- | -------------------------------------------------------- | -------------------------------------------------------- | -------------------------------------------------------- |
|                                                          |                                                          |                                                          |                                                          |                                                          |
| Управління                                               | Управління                                               |                                                          | 19,4%                                                    | 19,4%                                                    |
| Бізнес, фінанси та адміністрування                       | Бізнес, фінанси та адміністрування                       |                                                          | 12,8%                                                    | 12,8%                                                    |
| Природничі та прикладні науки                            | Природничі та прикладні науки                            |                                                          | 1,9%                                                     | 1,9%                                                     |
| Охорона здоров'я                                         | Охорона здоров'я                                         |                                                          | 5,7%                                                     | 5,7%                                                     |
| Освіта, правозахист, муніципальні та урядові служби      | Освіта, правозахист, муніципальні та урядові служби      |                                                          | 11,8%                                                    | 11,8%                                                    |
| Мистецтво, культура, відпочинок та спорт                 | Мистецтво, культура, відпочинок та спорт                 |                                                          | 0,9%                                                     | 0,9%                                                     |
| Роздрібна торгівля та послуги                            | Роздрібна торгівля та послуги                            |                                                          | 15,6%                                                    | 15,6%                                                    |
| Гуртова торгівля, транспорт та обладнання                | Гуртова торгівля, транспорт та обладнання                |                                                          | 20,9%                                                    | 20,9%                                                    |
| Природні ресурси, сільське господарство                  | Природні ресурси, сільське господарство                  |                                                          | 9,5%                                                     | 9,5%                                                     |
| Виробництво                                              | Виробництво                                              |                                                          | 2,4%                                                     | 2,4%                                                     |

## Населені пункти
До складу муніципалітету входить індіанська резервація Доґ-Крік 46, а також хутори, інші малі населені пункти та розосереджені поселення.

## Клімат
Середня річна температура становить 1,4°C, середня максимальна – 23°C, а середня мінімальна – -25,3°C. Середня річна кількість опадів – 495 мм.
| Клімат поселення                              | Клімат поселення | Клімат поселення | Клімат поселення | Клімат поселення | Клімат поселення | Клімат поселення | Клімат поселення | Клімат поселення | Клімат поселення | Клімат поселення | Клімат поселення | Клімат поселення | Клімат поселення |
| Показник                                      | Січ.             | Лют.             | Бер.             | Квіт.            | Трав.            | Черв.            | Лип.             | Серп.            | Вер.             | Жовт.            | Лист.            | Груд.            |                  |
| Середній максимум, °C                         | −13,11           | −9,46            | −2,14            | 8,03             | 16,12            | 21,98            | 22,98            | 21,96            | 16,28            | 9,35             | −1               | −10,73           |                  |
| Середня температура, °C                       | −19,18           | −15,54           | −8,2             | 1,95             | 10,07            | 15,92            | 18,45            | 17,42            | 11,75            | 4,80             | −5,52            | −15,26           |                  |
| Середній мінімум, °C                          | −25,26           | −21,61           | −14,28           | −4,12            | 3,97             | 9,85             | 13,92            | 12,89            | 7,20             | 0,28             | −10,07           | −19,79           |                  |
| Норма опадів, мм                              | 18               | 14               | 24               | 28               | 55               | 85               | 65               | 67               | 52               | 43               | 24               | 20               |                  |
| Середньомісячна швидкість вітру, м/с          | 4.00             | 3.90             | 4.00             | 4.20             | 4.30             | 3.90             | 3.50             | 3.70             | 4.10             | 4.42             | 4.30             | 4.10             |                  |
| Середньомісячна сонячна радіація, кДж/м²·день | 3977             | 7266             | 12568            | 17308            | 20242            | 21206            | 21462            | 18148            | 12285            | 7251             | 3904             | 2881             |                  |
| --------------------------------------------- | ---------------- | ---------------- | ---------------- | ---------------- | ---------------- | ---------------- | ---------------- | ---------------- | ---------------- | ---------------- | ---------------- | ---------------- | ---------------- |
| Джерело:                                      |                  |                  |                  |                  |                  |                  |                  |                  |                  |                  |                  |                  |                  |